# کلیسای سنت لورنس، کومب لانگا
کلیسای سنت لورنس، کومب لانگا (انگلیسی: St Laurence's Church, Combe Longa) در منطقه کومب، آکسفوردشر انگلستان قرار دارد. این کلیسا در سال ۱۱۴۱ بعد از اینکه توسط امپراتریس ماتیلدا در نظام سنت بندیکت پذیرفته شد شروع به ساختن در قرن ۱۲ شد.